# Adrian Greensmith
Adrian Greensmith (* 2002 in Brooklyn, New York) ist ein US-amerikanischer Schauspieler.

## Leben
Adrian Greensmith wuchs in Brooklyn, New York und London auf. Seine Mutter stammt aus New York, während sein Vater Engländer ist. Er studierte von 2019 bis 2022 Schauspiel an der Royal Central School of Speech & Drama der Universität London und schloss mit einem Bachelor ab.
Er trat 2019 im Musikvideo Little Bit More von Whitney Woerz auf. Seine erste Hauptrolle spielte er im Netflix-Film Metal Lords, wo er den enthusiastischen Metal-Fan und -Gitarristen Hunter verkörperte. Tatsächlich spielt er auch im realen Leben Gitarre, jedoch eher bei klassischer Musik und im Jazz.

## Filmografie
- 2022: Metal Lords
- 2023: Shelter - Der Schwarze Schmetterling (Fernsehserie, 8 Folgen)